# بنك الجينات
 قاعدة تسلسل البيانات بنك الجينات عبارة عن مجموعة مفتوحة الوصول لجميع تسلسلات النيوكليوتيد المتاحة للجمهور وترجمات البروتين. يتم إنتاج قاعدة البيانات هذه وصيانتها من قِبل المركز الوطني لمعلومات التكنولوجيا الحيوية (NCBI)، وهو جزء من المعاهد الوطنية للصحة في الولايات المتحدة) كجزء من التعاون الدولي لقواعد بيانات تسلسل النوكليوتيدات (INSDC).
يتلقى بنك الجينات والمتعاونون معه تسلسل منتج في المختبرات في جميع أنحاء العالم من أكثر من 100000 كائن مختلف. بدأت قاعدة البيانات في عام 1982 من قبل والتر جواد ومختبر لوس ألاموس الوطني. أصبح بنك الجينات قاعدة بيانات مهمة للبحوث في المجالات البيولوجية والتي نمت في السنوات الأخيرة بمعدل كبير من خلال مضاعفته كل 18 شهرًا تقريبًا.
يحتوي الإصدار 194، الذي أنتج في شباط 2013 أكثر من 150 مليار من قواعد النيوكليوتيد بأكثر من 162 مليون تسلسل. تم بناء بنك الجينات من خلال التقديمات المباشرة من المختبرات الفردية، وكذلك من التقديمات الضخمة من مراكز التسلسل واسعة النطاق.

## المقدمة
يمكن تقديم التسلسلات الأصلية فقط إلى بنك الجينات. يتم إرسال التقديمات المباشرة إلى بنك الجينات باستخدام BankIt، وهو نموذج قائم على الإنترنت، أو برنامج التقديم القائم بذاته، Sequin. عند استلام التقديم التسلسلي، يقوم موظفو بنك الجينات بفحص أصالة البيانات ويعيين رقم وصول إلى التسلسل وإجراء اختبارات لضمان الجودة. ثم يتم تحرير التقديمات إلى قاعدة البيانات العامة، حيث يمكن استرجاع المدخلات بواسطة Entrez أو يمكن تنزيلها بواسطة FTP. يتم تقديم الجزء الأكبر لعلامة التسلسل المعبر عنها (EST)، موقع تسلسل الملحقات (STS)، تسلسل مسح الجينوم (GSS)، وتسلسل الإنتاجية العالية للجينوم (HTGS) وغالبا ما قدمت بيانات من خلال مراكز التسلسل على نطاق واسع. تقوم مجموعة التقديمات المباشرة من بنك الجينات أيضا بمعالجة تسلسل الجينوم الكامل للميكروبات.

## التاريخ
أنشأ والتر جواد من مجموعة البيولوجيا النظرية والفيزياء الحيوية في مختبر لوس ألاموس الوطني وآخرين قاعدة بيانات التسلسل لوس ألاموس (LANL) في عام 1979، والتي بلغت ذروتها في عام 1982 مع إنشاء بنك الجينات العام. تم تقديم التمويل من قبل المعاهد الوطنية للصحة، والمؤسسة الوطنية للعلوم، ووزارة الطاقة، ووزارة الدفاع. تعاونت LANL على بنك الجينات مع شركة Bolt وBeranek وNewman، ذلك وبحلول نهاية عام 1983 تم تخزين أكثر من 2000 تسلسل فيه.
في منتصف الثمانينيات من القرن الماضي، أدارت شركة Intelligenetics للمعلوماتية الحيوية بجامعة ستانفورد مشروع بنك الجينات بالتعاون مع LANL. كأحد أقدم مشاريع مجتمع المعلوماتية الحيوية على الإنترنت، بدأ مشروع بنك الجينات مجموعات BIOSCI / Bionet الإخبارية لتشجيع الاتصالات المفتوحة الوصول بين علماء الأحياء. خلال الفترة من 1989 إلى 1992، انتقل مشروع بنك الجينات إلى المركز الوطني لمعلومات التكنولوجيا الحيوية الذي تم إنشاؤه حديثًا.

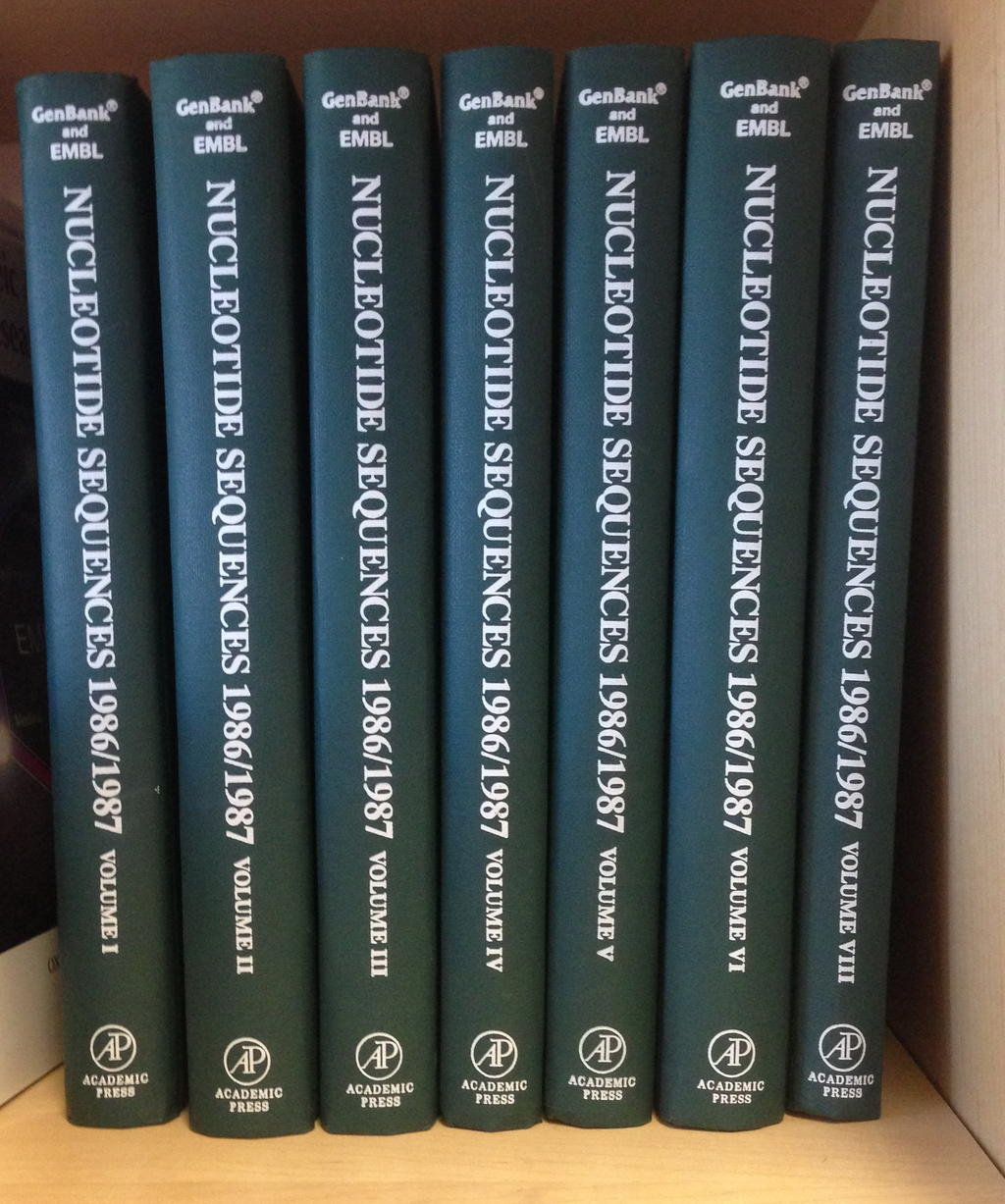
بنك الجينات وEMBL: تسلسل النيوكليوتيدات 1986/1987 المجلدات الأول إلى السابع.

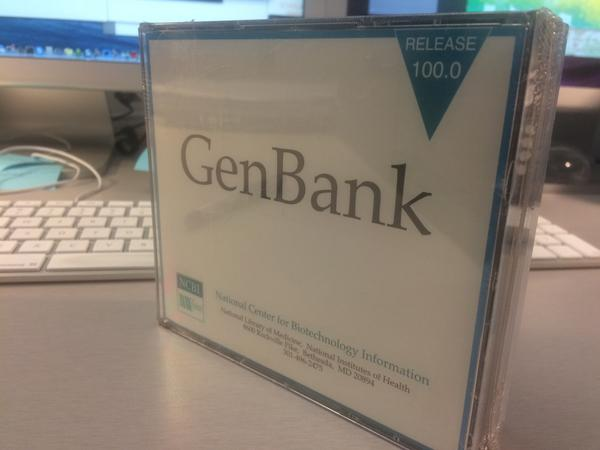
قرص مدمج من بنك الجينات V100

## التطور

النمو في أزواج بنك الجينات الأساسية، من 1982 إلى 2018، على مقياس شبه السجل

تشير ملاحظات بنك الجينات للإصدار 162.0 (أكتوبر 2007) إلى أنه «من 1982 إلى الوقت الحاضر، تتضاعف عدد القواعد في بنك الجينات كل 18 شهرًا تقريبًا». اعتبارًا من 15 يونيو 2019، يحتوي بنك الجينات الإصدار 232.0 على 213,383,758 loci، 329,835,282,7070 من القواعد، من 213,383,758 تسلسل تم الإبلاغ عنه.
تتضمن قاعدة بيانات بنك الجينات مجموعات بيانات إضافية يتم إنشاؤها آليًا من مجموعة بيانات التسلسل الرئيسية، وبالتالي يتم استبعادها من هذا العدد.
| كائن حي                       | قاعده ازواج    |
| ----------------------------- | -------------- |
| الانسان العاقل                | 16٬310٬774٬187 |
| عضلات الفـأر                  | 9٬974٬977٬889  |
| الجرذ النرويجي                | 6٬521٬253٬272  |
| الثور                         | 5٬386٬258٬455  |
| زيا ميس                       | 5٬062٬731٬057  |
| سوس scrofa                    | 4٬887٬861٬860  |
| دانيو ريريو                   | 3٬120٬857٬462  |
| Strongylocentrotus purpuratus | 1٬435٬236٬534  |
| ماكاكا مولاتا                 | 1٬256٬203٬101  |
| Oryza sativa Japonica Group   | 1٬255٬686٬573  |
| نيكوتيانا تاباكوم             | 1٬197٬357٬811  |
| Xenopus (Silurana) الاستوائية | 1٬249٬938٬611  |
| ذبابة الفاكهة سوداء البطن     | 1٬119٬965٬220  |
| سكنة الكهوف القومية           | 1٬008٬323٬292  |
| نبات الأرابيدوبسيس thaliana   | 1٬144٬226٬616  |
| احد افراد اسرة الكلب، ذئب     | 951٬238٬343    |
| كرمة العنب الأوروبي           | 999٬010٬073    |
| جالوس جالوس                   | 899٬631٬338    |
| جليكاين ماكس                  | 906٬638٬854    |
| قمح                           | 898٬689٬329    |

## تعريفات غير كاملة
تفتقر قواعد البيانات العامة التي يمكن البحث فيها باستخدام أداة البحث عن الموائمة المحلية الأساسية للمركز الوطني للمعلومات المتعلقة بالتكنولوجيا الحيوية (NCBI BLAST)، إلى استعراض التسلسل من قِبل النظراء لسلالات الأنواع وتسلسل السلالات غير النوعية. من ناحية أخرى، في حين أن قواعد البيانات التجارية يحتمل أن تحتوي على بيانات مصفاة متسلسلة عالية الجودة، إلا أن هناك عددًا محدودًا من المتسلسلات كمرجع.
قامت ورقة صدرت في مجلة علم الأحياء الدقيقة السريرية بتقييم نتائج تسلسل الجينات لـ 16S rRNA التي تم تحليلها مع بنك الجينات بالاقتران مع قواعد البيانات العامة الأخرى المتاحة مجانًا والتي تتحكم في الجودة على شبكة الإنترنت، مثل EzTaxon -e (http: // eztaxon-e.ezbiocloud.net/) وقواعد بيانات BIBI (http://pbil.univ-lyon1.fr/bibi/ نسخة محفوظة 1 أكتوبر 2015 على موقع واي باك مشين.). أظهرت النتائج أن التحليلات التي أجريت باستخدام بنك الجينات مع EzTaxon -e (kappa = 0.79) كانت أكثر تمييزًا من استخدام بنك الجينات (kappa = 0.66) أو قواعد البيانات الأخرى وحدها.

## روابط خارجية
- بنك الجينات
- مثال على سجل تسلسل، للبيتا الهيموغلوبين
- BankIt
- Sequin — أداة برمجية مستقلة تم تطويرها بواسطة NCBI لتقديم وتحديث الإدخالات إلى قاعدة بيانات تسلسل GenBank.
- EMBOSS — البرمجيات الحرة مفتوحة المصدر للبيولوجيا الجزيئية
- GenBank وRefSeq وTPA وUniProt: ماذا يوجد في الاسم؟